# 花王おさむ
花王 おさむ（かおう おさむ、1949年〈昭和24年〉9月27日 - ）は、日本の俳優。東京都出身。クリオネ所属。早稲田大学第一文学部中退。身長170cm、体重53kg。血液型はO型。劇団東京ヴォードヴィルショー結成メンバー。

## 出演

### テレビドラマ

#### NHK
- 銀河テレビ小説
  - かけおち'83（1983年） - 車掌 役
- 真田太平記（1986 - 1987年） - 儀平 役
- 大河ドラマ
  - 山河燃ゆ（1984年） - 大久保上等兵 役
  - 太平記（1991年）- 船田入道 役 / 船田政経 役
  - 龍馬伝（2010年） - 木原泰雲 役
  - 西郷どん（2018年） - 白石正一郎 役
- NHKスペシャル ドラマ 黄色い髪（1989年）
- 風の果て（2007年） - 和田甚之丞 役
- 陽炎の辻〜居眠り磐音 江戸双紙〜（2008年） - 大口屋八兵衛 役
- 感染爆発〜パンデミック・フルー（2008年） - 某県・衛生研究センター幹部 役
- チャンス（2010年） - 丸山啓二 役
- 御鑓拝借〜酔いどれ小籐次留書〜（2013年） - 波蔵 役
- 連続テレビ小説 エール（2020年） - おでん屋店主・山根 役
- 特集ドラマ「アイドル」（2022年8月11日、NHK総合 / 8月29日、BSプレミアム・BS4K）- ムーランルージュの楽屋口番・高木 役
- 大富豪同心 第3シリーズ（2023年） - 権平 役

#### 日本テレビ
- 天まであがれ!（1982年）
- 気になるあいつ（1985年）

#### TBS
- 夫婦道（2007年）
- JIN-仁-（2009年） - 玉屋 役
- ハンチョウ〜神南署安積班〜（2010年）
- 夜行観覧車（2013年）
- ATARU（2012年） - 石嶺勝男 役
- クロコーチ（2013年） - 城尾平蔵 役
- 月曜ゴールデン
  - 「十津川警部シリーズ 39 飛騨高山に消えた女」（2008年1月7日）- 画家・浅井正明 役
  - 「駅弁刑事・神保徳之助 2 慕情 会津殺人紀行」（2008年5月5日）- アパート管理人・佐藤 役
  - 「税務調査官・窓際太郎の事件簿17」（2008年9月8日）- 池端幼稚園 前 理事長・故人 池端秀治 役
  - 「人間再生・工場長 岡田岩児」（2011年7月11日）- 古美術商・神無月宗太郎 役

#### フジテレビ
- 翔んだカップル（1980年） - 映画監督 役
- ペットントン（1984年） - 怪しい冒険家 役
- 熱くなるまで待って!（1987年） - 中岡俊作 役
- 裸の大将 30「園長先生ゴメンなさい」（1988年10月23日）- 旅館の客 役
- 警部補 古畑任三郎 第1シーズン 第3回「笑える死体」（1994年4月27日）- 笹山神経科クリニックの患者 役
- 3番テーブルの客（1997年）
- 鹿男あをによし（2008年）
- モンスターペアレント（2008年） - 及川校長 役
- 風のガーデン（2008年） - 益田院長 役
- 救命病棟24時（2013年） - 桑田章市 役
- ゴーストライター（2015年） - 花屋敷寛 役
- ばらかもん（2023年） - 琴石耕作 役
- 新宿野戦病院（2024年） - 加地登 役
- 嘘解きレトリック（2024年） - じーさん/ばーちゃん（「つくもやき」の夫婦） 役（二役）

#### テレビ朝日
- 凪の光景（1990年）
- 豆腐屋直次郎の裏の顔（1991年）
- 素浪人 月影兵庫（2007年） - 典膳 役
- 相棒
  - season9（2009年） - 竹内施設長 役
  - season12 第2話「殺人の定理」（2013年10月23日）- 元・帝都大学理学部数学科教授 加藤 役
  - season15 第17話「ラストワーク」（2017年3月1日）- ホームレス・大屋嗣治（渡辺哲）の運送会社・里中運輸時代の同僚・長距離トラック運転手・島田 役
  - season21 第16話「女神」（2023年2月8日） - 三宅隆史園長 役
  - Season22（2023年） - 蔵本幸次郎 役
- 崖っぷちのエリー（2010年） - 鈴木憲一 役
- 刑事ゼロ（2019年） - 畠山公宏 役
- やすらぎの刻〜道（2019年）- 老人 役[1]
- 特捜9 season3（2020年） - 藤田晴彦 役
  - 特捜9 final season 第4話（2025年4月30日） - 清水 役[2]
- 土曜ワイド劇場
  - 「婚約者殺し」（1988年6月4日）
  - 「終着駅の牛尾刑事VS事件記者・冴子 7 路 」（2007年12月22日）-「ハイム西新宿」管理人 役
  - 「温泉 (秘) 大作戦 16 鹿児島県指宿の天然砂蒸し温泉」（2015年10月24日）- 「白水館」の客・谷川茂 役

#### テレビ東京
- 秘書のカガミ（2008年） - 白鳥龍之介 役
- 水曜ミステリー9
  - 事件記者 浦上伸介 6「会津・猪苗代湖〜赤べこ殺人事件〜」 （2008年4月9日）- 梅崎理美（宮脇理恵子）のマンション管理人 役

### 映画
- ロケーション（1984年） - 立札
- ストロベリーナイト（2013年） - 島本秀彦 役
- 春（2018年） - 祖父 役[3]
- 波紋（2023年）

### 舞台
- かもめ 喜劇四幕（2004年）- シャムラエフ[4]
- BAKXAI（2006年）- ティレシアス[5]
- ミュージカル『阿国』（2007年） - フランシスコ / 作蔵 / 婆
- モーツァルト!（2002 - 2007年） - アルコ伯爵 役
- 風が強く吹いている（2009年） - 田崎源一郎 役
- かたりの椅子（2010年） - 九ケ谷章吾 役
- ブロードウェイミュージカル『ワンダフルタウン』（2010年） - アポポラス[6]
- 罪と罰（2010年12月、構成・演出：田中麻衣子、まつもと市民芸術館）
- 金閣寺（2011年1月 - 3月、演出：宮本亜門、神奈川芸術劇場 他） ※日本文学シリーズ第1弾（神奈川芸術劇場こけら落とし）- 副司 役
  - 金閣寺 NY公演（2011年7月、演出：宮本亜門、ニューヨーク・リンカーン・センター内Rose Theater）
  - 金閣寺 凱旋公演（2012年1月 - 2月、演出：宮本亜門、赤坂ACTシアター/梅田芸術劇場）
- イロアセル（2011年10月 - 11月、作：倉持裕、演出：鵜山仁、新国立劇場 小劇場 THE PIT） - グウ電子社長 役
- ジキル&ハイド（2012年公演）（2012年3月、演出：山田和也、日比谷日生劇場）
  - ジキル&ハイド（2016年公演）（2016年3月 - 4月、演出：山田和也、東京都 / 大阪府 / 愛知県）
  - ジキル&ハイド（2018年公演）（2018年3月 - 4月、演出：山田和也、東京都 / 愛知県 / 大阪府） - 執事プール 役
- 十三人の刺客（2012年8月、演出：マキノノゾミ、赤坂ACTシアター/新歌舞伎座） - 石塚平右衛門 役
- NIPPON文学シリーズ「耳なし芳一」（2013年4月、演出・構成・原案：宮本亜門、神奈川芸術劇場・ホール） - 和尚 役[7]
- 父よ!（2013年6月、作・演出：田村孝裕、愛知県 / 神奈川県 / 東京都）
  - 父よ!（再演）（2015年10月、作・演出：田村孝裕、愛知県/ 東京都）
- 月・こうこう, 風・そうそう（2016年7月、作：別役実、演出：宮田慶子、新国立劇場 小劇場） - 老爺 役
- クレシダ（2016年9月 - 10月、作：ニコラス・ライト、演出：森新太郎、東京都 / 茨城県 / 大阪府） - ジョン[8]
- 芝居噺 名人長二（2017年5月 - 6月、脚本・演出：豊原功補、紀伊國屋ホール）
- 怪談 牡丹燈籠（2017年7月、演出：	森新太郎、すみだパークスタジオ倉）
- トロイ戦争は起こらない（2017年10月、作：ジャン・ジロドゥ、演出：栗山民也、新国立劇場 中劇場/兵庫県立芸術文化センター 中ホール） - 幾何学者 役
- シラノ・ド・ベルジュラック（2018年5月 - 6月、演出：鈴木裕美、日生劇場/兵庫県立芸術文化センター 阪急中ホール）
- 鉄コン筋クリート（2018年11月18日 - 25日、演出：松崎史也、天王洲 銀河劇場）
- 魍魎の匣（2019年6月 - 7月、演出：松崎史也、天王洲 銀河劇場/AiiA 2.5 Theater Kobe） - 寺田兵衛 役
- HAMLET -ハムレット-（2019年9月 - 10月、演出：森新太郎、東京グローブ座/森ノ宮ピロティホール）
- 音楽劇『ロード・エルメロイII世の事件簿 -case.剥離城アドラ-』（2019年12月15日 - 2020年1月19日、千葉県 / 東京都 / 大阪府 / 福岡県 / 東京都 5公演） - オルロック・シザームンド 役[9]
- 願いがかなうぐつぐつカクテル（2020年7月4日 - 26日、演出：小山ゆうな、新国立劇場 小劇場 THE PIT
- エレファント・マン（2020年10月27日 - 11月23日、演出：森新太郎、世田谷パブリックシアター）
- Romeo and Juliet -ロミオとジュリエット-（2021年3月 - 4月、東京グローブ座/梅田芸術劇場シアター・ドラマシティ） - 大公 / 薬屋
- テラヤマ・キャバレー（2024年2月9日 - 29日、日生劇場 / 3月5日 - 10日、梅田芸術劇場 メインホール）[10]
- また本日も休診〜山医者のうた〜（2025年10月11日 - 15日〈予定〉、博多座 / 10月23日 - 11月2日〈予定〉、明治座 / 11月6日〈予定〉、栃木県総合文化センター / 11月22日〈予定〉、やまぎん県民ホール 大ホール）[11]

### 配信ドラマ
- ナナシ -第七特別死因処理課- シーズン2（2024年2月28日、DMM TV） - セイキョ局長 役[12]